# Guillielmus de Groff
Guillielmus de Groff, o Grof (Anversa, 1680 – Monaco di Baviera, 1742), è stato uno scultore ed ebanista fiammingo.

## Biografia

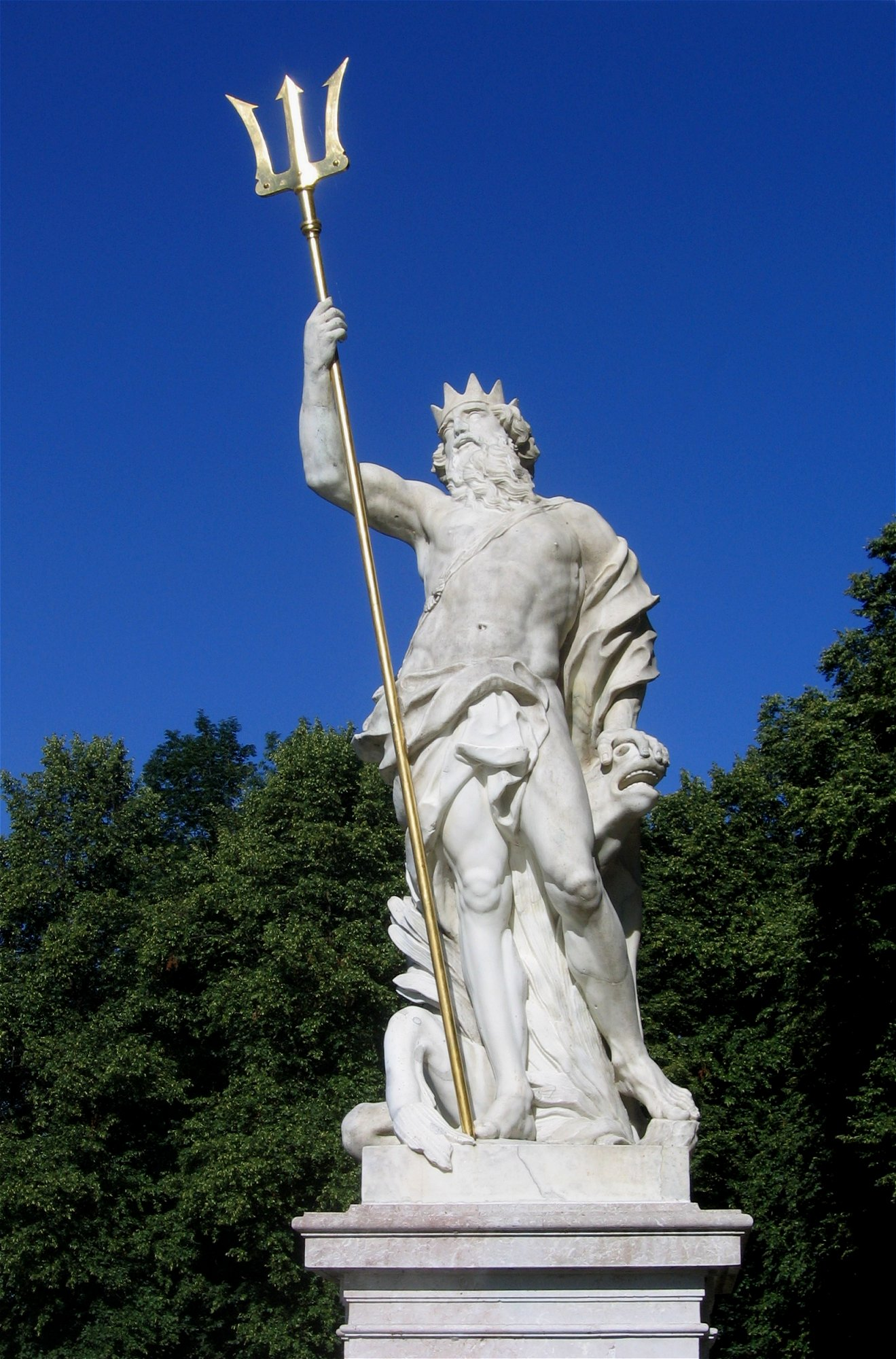
Statua di Nettuno con un cavalluccio marino, alla grande cascata del parco Nymphenburger (Monaco di Baviera)

Guillielmus de Groff era il terzo figlio di Wagenmachers de Groff e di Anna Bulens.
Il suo percorso di formazione artistico si svolse inizialmente ad Anversa, come apprendista in un laboratorio di scultura.
Intorno al 1700 si trasferì a Parigi per sviluppare le sue capacità artistiche, e dove ebbe la possibilità di mettersi al servizio di Luigi XIV di Francia.
Nel 1714 si spostò in Germania, a Monaco di Baviera per entrare nella corte del Grande Elettore di Baviera.
Successivamente lavorò anche a Dachau, Nymphenburg, Schleißheim, realizzando bronzi, stucchi decorativi, ritratto in cera, mobili per chiese e palazzi.
La sua attività più importante fu la creazione di sculture in piombo dorato per i giardini del Grande Elettore di Baviera.
Groff ha lavorato a Monaco di Baviera, nel suo ruolo di maestro scultore, insieme allo scultore Giuseppe Volpini, allo stuccatore Charles Claude Dubut, e sotto la direzione di Joseph Effner.
Appassionato delle stile francese, trovò un compromesso tra il gusto transalpino e quello tedesco, mettendosi in evidenza per aver diffuso il Rococò in Germania.
Groff si sposò con Rosalia Susanna Lamoureux ed ebbe quattro figli: Charles (1712-1774), Claudio Achille (1716), Ferdinando Guglielmo (1718) e Johanna Margaretha.
Il figlio maggiore Charles è riuscito dopo la morte del padre ad essere il suo successore come scultore di corte a Monaco.